# ソ連邦元帥
ソ連邦元帥（ソれんぽうげんすい、ロシア語: Маршал Советского Союза, ラテン文字転写: Marshal Sovietskogo Soyuza〔マールシャル・サヴィェーツカヴァ・サユーザ〕）は、ソビエト連邦（ソ連）における軍人の階級の最高位である。定義上はこの階級のさらに上位にある、大元帥があるが、これはヨシフ・スターリンが自らのために創設し、彼ひとりが保持した階級である。ソ連邦元帥は1935年に創設されて、1991年に廃止された。この間に、41人がこの階級に昇った。ソ連海軍におけるこれと同等の階級はソ連邦海軍元帥である。

## 歴史

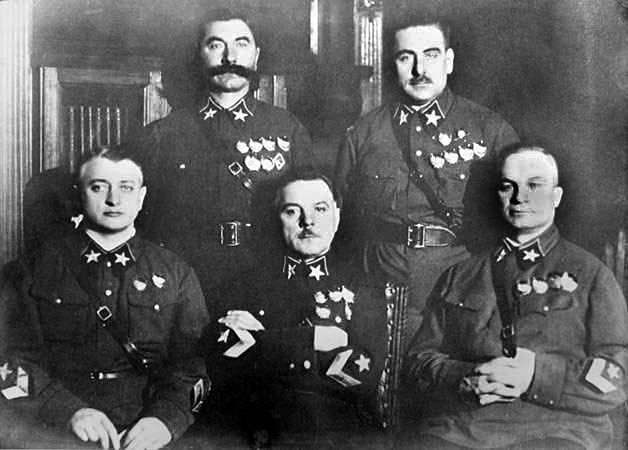
最初のソ連邦元帥。（前列左から）トゥハチェフスキー、ヴォロシーロフ、エゴロフ、（後列左から）ブジョーンヌイ、ブリュヘル（1935年）

ソ連邦元帥の階級は、1935年9月22日、ソ連の内閣に相当する人民委員会議が下した決定により創設された。11月20日、この階級が5人に与えられた。国防人民委員であり古参のボルシェビキであるクリメント・ヴォロシーロフ、赤軍参謀総長アレクサンドル・エゴロフ、そして3人の古参の将官、ヴァシーリー・ブリュヘル、セミョーン・ブジョーンヌイ、ミハイル・トゥハチェフスキーである。
これら5人のうち、ブリュヘル、トゥハチェフスキー、エゴロフの3人はスターリンの大粛清（1937～38年）の間に逮捕・処刑された。1940年5月7日には新たに3名が任命された。ボリス・シャポシニコフ、グリゴリー・クリーク、そして国防人民委員のセミョーン・チモシェンコである。
1935年、在来の士官階級が改正されたにもかかわらず、赤軍における将官の階級は1940年までは導入されなかった。1935年の新たな階級制度では、将軍クラスの陸軍指揮官は下位から旅団長、師団長、軍団長、二等軍司令官、一等軍司令官の5階級が存在した。ソ連邦元帥は一等軍司令官のさらに上位の階級として位置づけられたが、一等軍司令官ですら、他軍種において相当したのは海軍の一等艦隊旗艦指揮官及び政治委員の一等軍政治委員、（厳密には軍ではないが）内務人民委員部の一等国家保安委員のみであった。つまり、ソ連邦元帥の階級はとりわけ栄誉あるものとして別に扱われていたということである。(英語版ロシア軍の階級の歴史及びソビエト連邦軍の階級も参照の事。)
第2次大戦中にチモシェンコとブジョーンヌイは解任され、クリークは無能の廉で降等され、かわって功績を挙げた幾人かの軍人にソ連邦元帥の階級が与えられた。そうした人々のなかには、ゲオルギー・ジューコフ、アレクサンドル・ヴァシレフスキー、イワン・コーネフ、コンスタンチン・ロコソフスキーがいる。1943年には、スターリンは自らをソ連邦元帥に叙し、さらに1945年には彼の秘密警察長官ラヴレンチー・ベリヤをも任命した。この種の「政治的」元帥には、1947年、ニコライ・ブルガーニンが加わった。
第2次大戦後、1950年にクリークが処刑され、更にスターリンの死とそれに続く粛清で1953年にはベリヤが処刑された。それ以後、ソ連邦元帥の階級は、レオニード・ブレジネフ（1976年任命）という例外を除いては、職業軍人にのみ与えられた。
ソ連邦元帥の階級を保持した最後の軍人は、1990年に任命されたドミトリー・ヤゾフ（当時・国防相）である。ヤゾフは1991年、当時のミハイル・ゴルバチョフ政権に対するクーデターに加わったことで収監されている。同じくソ連邦最末期のソ連邦元帥であったセルゲイ・アフロメーエフ元参謀総長は、クーデターの失敗に際して自殺した。
1991年12月、ソビエト連邦崩壊に伴ってソ連邦元帥の階級は廃止された。この階級は現在ではロシア連邦元帥に継承されている。この階級を保持する唯一の軍人は、1997年から2001年まで国防相を務め、その後、ヴラジーミル・プーチン大統領の安全保障補佐官に就任した、イーゴリ・セルゲーエフだけである。

## ソ連邦元帥の分類

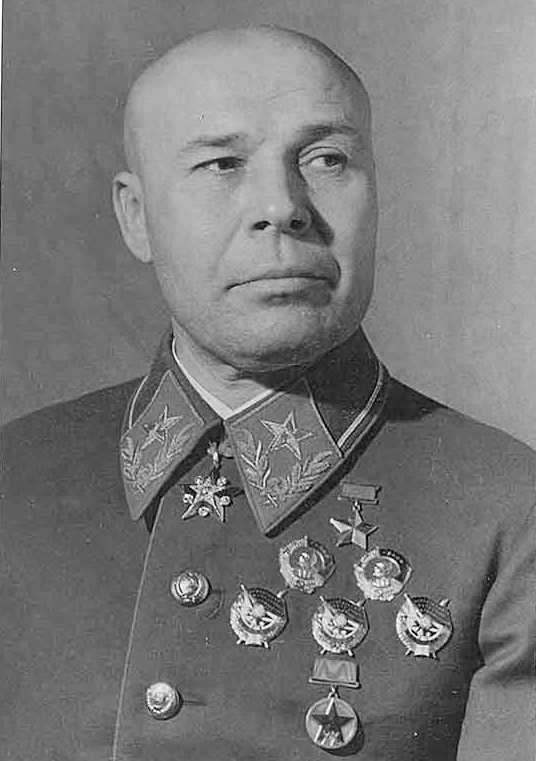
正装のソ連邦元帥セミョーン・チモシェンコ

ソ連邦元帥は以下の3つの世代群に分けることが出来る。
- ロシア内戦期に名声を得た人々。これらの人々には1937年から38年にかけて粛清された人々（ブリュヘル、トゥハチェフスキー、エゴロフ）や、第2次大戦初期に高位の指揮権を預かっていた人々（ブジョーンヌイ、クリーク、シャポシニコフ、チモシェンコ、ヴォロシーロフ）がいる。後者の人々は、チモシェンコとシャポシニコフを除いて、無能の廉でその地位から追われている（後に名誉回復された）。

- 第2次大戦中に名声を得て、戦争後期に高位の指揮権を託された人々。ジューコフ、ヴァシレフスキー、コーネフ、マリノフスキー、トルブーヒン、チュイコフといった人々が該当する。

- 冷戦期に高位の指揮官であった人々。これらの人々は第2次大戦中に将校であったが、彼らが高位の指揮権を得たのはワルシャワ条約機構軍またはソ連国防省においてである。この世代には、グレチコ、ヤクボフスキー、ウスチノフ、クリコフ、オガルコフ、アフロメーエフ、ヤゾフといった人々が含まれる。

第2次大戦後のソ連邦元帥は、政治将校（人民委員）であったブレジネフを除けば、みな第2次大戦中の将校であった。戦争終結時に小隊指揮官であったヤゾフなどは、1945年にようやく20歳になっている。しかしながら、冷戦期のアメリカ軍の高級指揮官たちと異なり、歴代のソ連邦元帥たちは1945年以降に大きな実戦を指揮した経験がない。（そもそもソビエト連邦軍自体が第二次大戦後の本格的な実戦は1979年末からのアフガニスタン侵攻ぐらいであるのに対し、アメリカ軍は1950年～53年の朝鮮戦争に参加すると共に1965年～72年までベトナム戦争にも介入している）ソ連の軍事指導者に第2次大戦の経験者達がいつまでも残り続けたことは、後年のソビエトにおける軍事的能力の衰弱の要因の一つであった。

## 階級章
ソ連邦元帥の階級章は、制定当初は襟章（赤地に大きな金の五角星）と袖章（太い金のⅤ字章の上に大きな金の五角星）であらわされたが、1943年にソ連軍の階級章が肩章に改められるとともに、金地に銀色の大きな五角星、その上に国章を配した階級章が定められた。
後者の階級章のデザインは、ロシア連邦元帥の階級章に引き継がれ、また他の社会主義国の階級章（ユーゴスラビア元帥、中華人民共和国元帥、朝鮮人民軍元帥）にも影響を与えた。

1935-1940年
1940-1943年
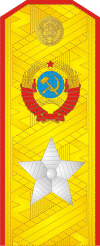
1943-1955年
1955－1991年
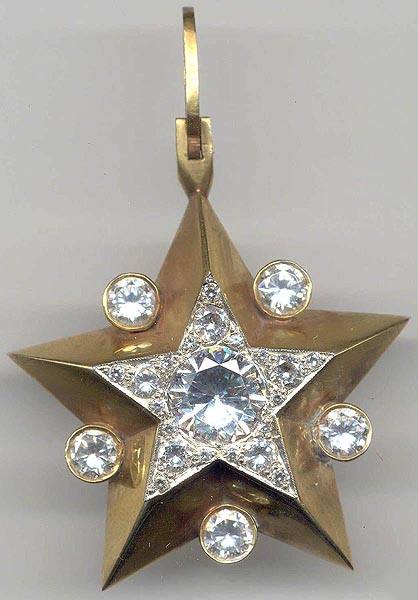
元帥星章
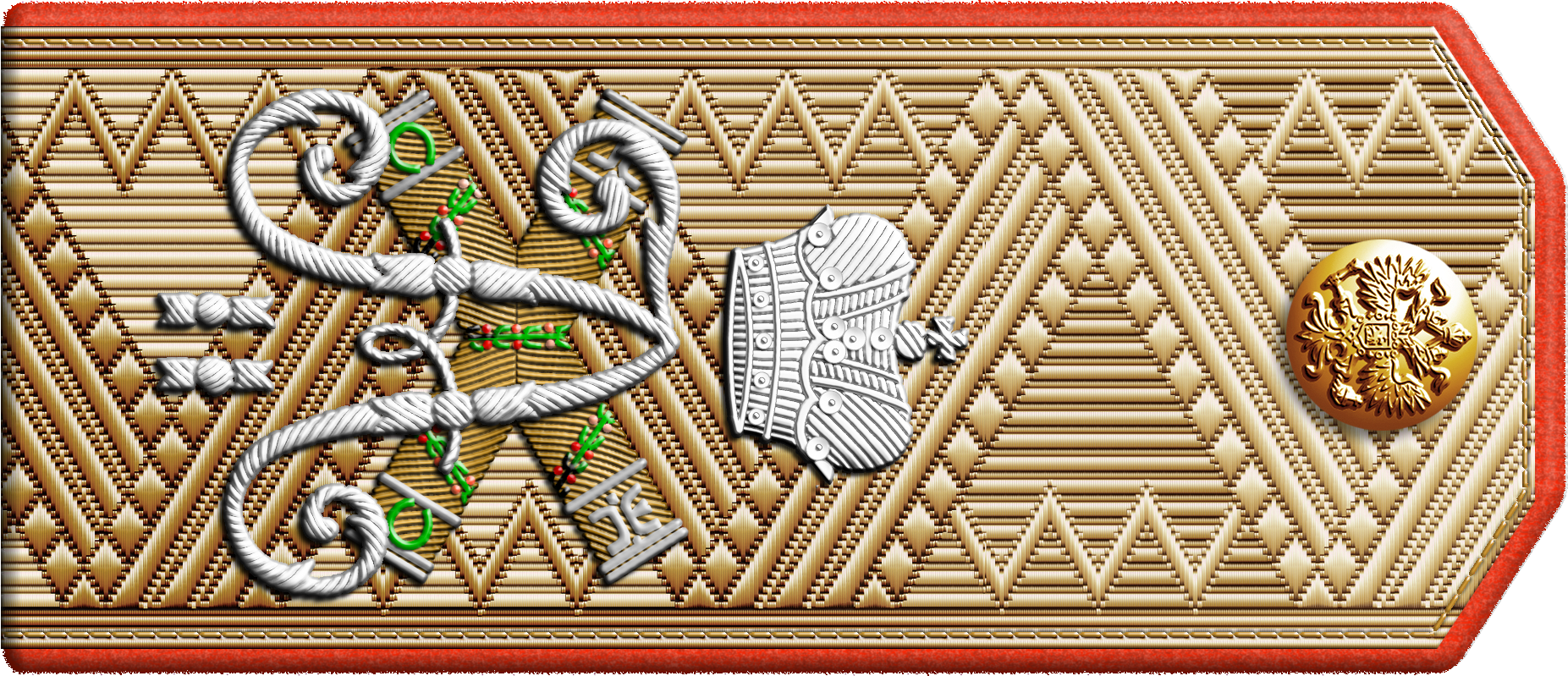
（参考）ロシア帝国陸軍元帥
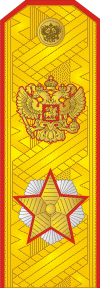
（参考）ロシア連邦元帥

## ソ連邦元帥一覧

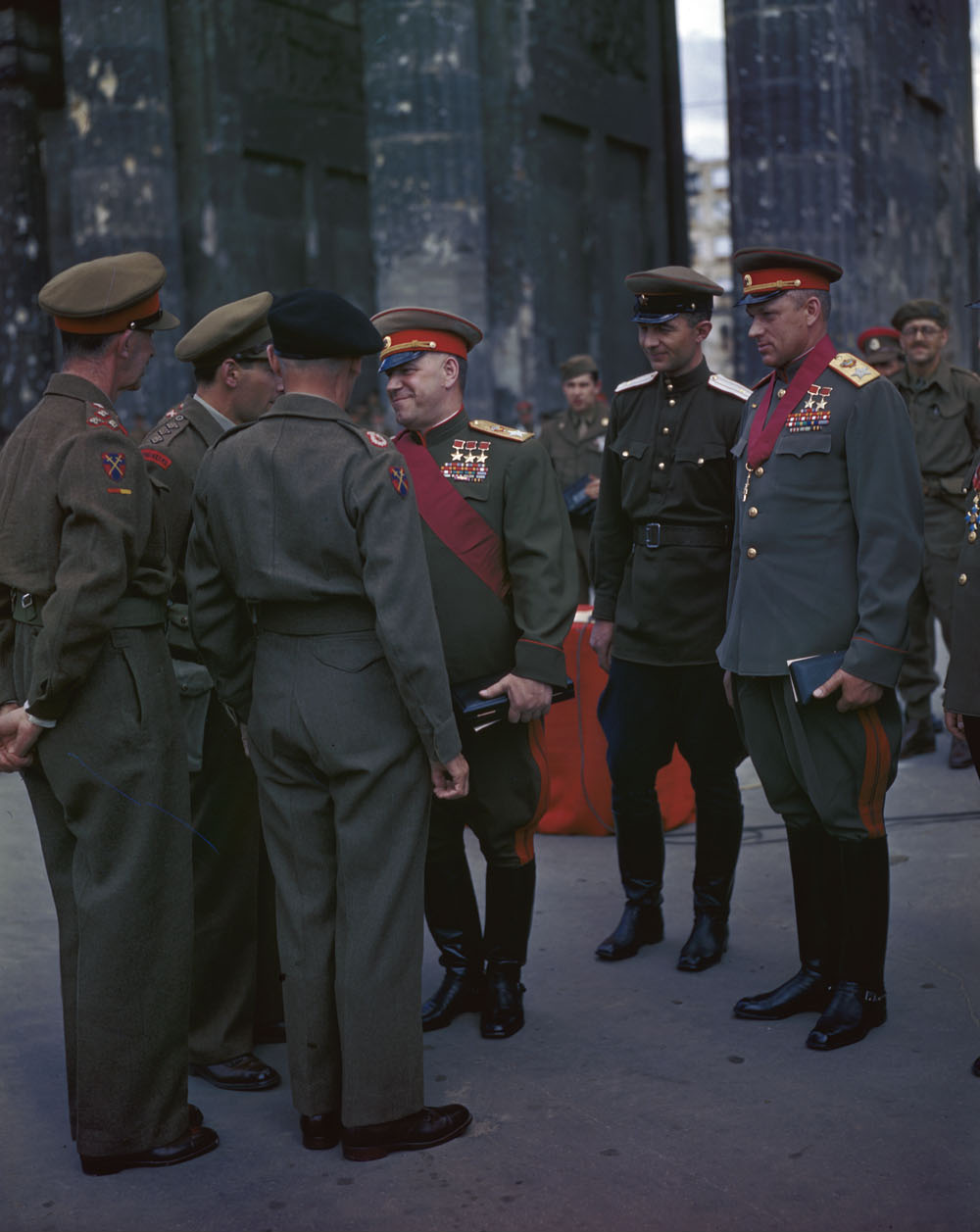
1945年 ジューコフ（中央）とロコソフスキー（右）

| 氏名 | 氏名                             | 生没年    | 任命年月日     |
| ---- | -------------------------------- | --------- | -------------- |
|      | クリメント・ヴォロシーロフ       | 1881-1969 | 1935年11月20日 |
|      | ミハイル・トゥハチェフスキー     | 1893-1937 | 1935年11月20日 |
|      | アレクサンドル・エゴロフ         | 1883-1939 | 1935年11月20日 |
|      | セミョーン・ブジョーンヌイ       | 1883-1973 | 1935年11月20日 |
|      | ヴァシーリー・ブリュヘル         | 1890-1938 | 1935年11月20日 |
|      | セミョーン・チモシェンコ         | 1895-1970 | 1940年5月7日   |
|      | グリゴリー・クリーク             | 1890-1950 | 1940年5月7日   |
|      | ボリス・シャポシニコフ           | 1882-1945 | 1940年5月7日   |
|      | ゲオルギー・ジューコフ           | 1896-1974 | 1943年1月18日  |
|      | アレクサンドル・ヴァシレフスキー | 1895-1977 | 1943年2月16日  |
|      | ヨシフ・スターリン               | 1879-1953 | 1943年3月6日   |
|      | イワン・コーネフ                 | 1897-1973 | 1944年2月20日  |
|      | レオニード・ゴヴォロフ           | 1897-1955 | 1944年6月18日  |
|      | コンスタンチン・ロコソフスキー   | 1896-1968 | 1944年6月29日  |
|      | ロディオン・マリノフスキー       | 1898-1967 | 1944年9月10日  |
|      | フョードル・トルブーヒン         | 1894-1949 | 1944年9月12日  |
|      | キリル・メレツコフ               | 1897-1968 | 1944年10月26日 |
|      | ラヴレンチー・ベリヤ             | 1899-1953 | 1945年7月9日   |
|      | ワシーリー・ソコロフスキー       | 1897-1968 | 1946年7月3日   |
|      | ニコライ・ブルガーニン           | 1895-1975 | 1947年11月3日  |
|      | イワン・バグラミャン             | 1897-1982 | 1955年3月11日  |
|      | セルゲイ・ビリュゾフ             | 1904-1964 | 1955年3月11日  |
|      | アンドレイ・グレチコ             | 1903-1976 | 1955年3月11日  |
|      | アンドレイ・エリョーメンコ       | 1892-1970 | 1955年3月11日  |
|      | キリル・モスカレンコ             | 1902-1985 | 1955年3月11日  |
|      | ワシーリー・チュイコフ           | 1900-1982 | 1955年3月11日  |
|      | マトヴェイ・ザハロフ             | 1898-1972 | 1959年5月8日   |
|      | フィリップ・ゴリコフ             | 1900-1980 | 1961年5月6日   |
|      | ニコライ・クルイロフ             | 1903-1972 | 1962年5月28日  |
|      | イワン・ヤクボフスキー           | 1912-1976 | 1967年4月12日  |
|      | パーヴェル・バチーツキー         | 1910-1984 | 1968年4月15日  |
|      | ピョートル・コシェヴォーイ       | 1904-1976 | 1968年4月15日  |
|      | レオニード・ブレジネフ           | 1906-1982 | 1976年5月7日   |
|      | ドミトリー・ウスチノフ           | 1908-1984 | 1976年7月30日  |
|      | ヴィクトル・クリコフ             | 1921-2013 | 1977年1月14日  |
|      | ニコライ・オガルコフ             | 1917-1994 | 1977年1月14日  |
|      | セルゲイ・ソコロフ               | 1911-2012 | 1978年2月17日  |
|      | セルゲイ・アフロメーエフ         | 1923-1991 | 1983年3月25日  |
|      | セミョーン・クルコトキン         | 1917-1990 | 1983年3月25日  |
|      | ヴァシーリー・ペトロフ           | 1917-2014 | 1983年3月25日  |
|      | ドミトリー・ヤゾフ               | 1924-2020 | 1990年4月28日  |